# Eupithecia clavifera
Eupithecia clavifera är en fjärilsart som beskrevs av Inoue 1955. Eupithecia clavifera ingår i släktet Eupithecia och familjen mätare. Inga underarter finns listade i Catalogue of Life.